# Deshidratasa

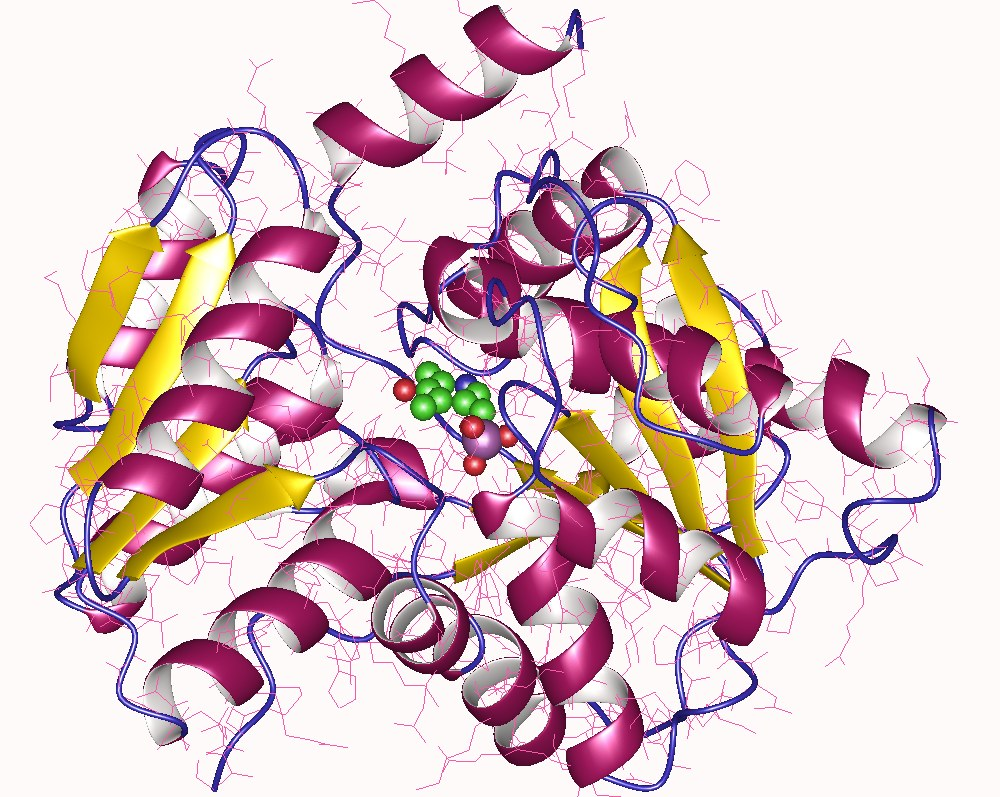
Deshidratasa serina, un tipo de deshidratasa.

Una deshidratasa es una enzima que cataliza la remoción de un oxígeno y dos hidrógenos de un compuesto orgánico en forma de agua. Este proceso se conoce también con el nombre de reacción de deshidratación.

## Tipos
Hay cuatro clases de deshidratasas:
1. Deshidratasas que actúan sobre ésteres 3-hidroxiacil-CoA (sin cofactores)
2. Deshidratasas que actúan sobre ésteres 2-hidroxiacil-CoA (reacciones de radicales, contienen agrupaciones [4Fe-4S]
3. Deshidratasas que actúan sobre ésteres 4-hidroxiacil-CoA (contienen [4Fe-4S] y FAD)
4. Deshidratasas que contienen un grupo [4Fe-4S] como centro activo (aconitasa, fumarasa, serina deshidratasa)